# Distaplia marplesi
Distaplia marplesi is een zakpijpensoort uit de familie van de Holozoidae. De wetenschappelijke naam van de soort is voor het eerst geldig gepubliceerd in 1952 door Brewin.